# Kuang ye shi dai
Kuang ye shi dai (Chinees: 狂野时代; Engels: Resurrection) is een Chinees-Franse postapocalyptische sciencefictionfilm uit 2025, geschreven en geregisseerd door Bi Gan. De hoofdrollen worden vertolkt door Jackson Yee en Shu Qi.

## Verhaal
In het jaar 2068 ontwaakt een vrouw tijdens een hersenoperatie, in een postapocalyptische wereld. Gevangen in een droom vindt ze het lijk van een androïde en vertelt hem elke nacht verhalen uit de Chinese geschiedenis, waardoor zijn zintuigen geleidelijk ontwaken. Wanneer ze haar verhalen heeft uitgelezen, moet ze kiezen tussen terugkeren naar de echte wereld of bij de robot blijven, voor wie ze gevoelens begint te ontwikkelen.

## Rolverdeling
| Acteur      | Personage   |
| ----------- | ----------- |
| Jackson Yee |             |
| Shu Qi      |             |
| Mark Chao   | commandant  |
| Li Gengxi   | Tai Zhaomei |
| Huang Jue   | Mr. Luo     |

## Productie
Bi Gans nieuwe film (toen nog titelloos) werd aangekondigd in 2021, toen Huace Pictures aankondigde dat het zijn volgende werk zou produceren. Huace Pictures had ook Bi Gans vorige film, Long Day's Journey Into Night (2018), gefinancierd.
De eerste berichten meldden dat de productie in 2022 zou starten, maar in september 2023 was Bi nog bezig met het afronden van het script, waarna de film de Engelse titel Resurrection kreeg. Shu Qi en Jackson Yee werden gecast voor de hoofdrollen, en Dong Jingsong werd aangesteld als cameraman, nadat hij eerder met Bi had gewerkt aan Long Day's Journey Into Night.

### Filmopnames
De filmopnames gingen midden maart 2024 van start en liepen door tot september. De opnames werden later hervat in het vierde kwartaal van 2024 en afgerond in april 2025.

## Release en ontvangst
Kuang ye shi dai ging op 22 mei 2025 in première op het Filmfestival van Cannes in de competitie voor de Gouden Palm. De film won de Prix Spécial.

## Prijzen en nominaties
De belangrijkste:
| Jaar | Prijs                   | Categorie    | Genomineerde(n) | Uitslag     |
| ---- | ----------------------- | ------------ | --------------- | ----------- |
| 2025 | Filmfestival van Cannes | Gouden Palm  | Bi Gan          | Genomineerd |
| 2025 | Filmfestival van Cannes | Prix Spécial | Bi Gan          | Gewonnen    |